# 사이드웨이
《사이드웨이》(Sideways)는 짐 테일러와 알렉산더 페인이 각본을 맡고 알렉산더 페인이 감독을 맡은 2004년 미국의 코미디 드라마 영화이다. 렉스 피킷이 쓴 동명 소설을 각색한 것으로 폴 지어마티와 토머스 헤이든 처치가 주연을 맡았으며 샌타바버라를 여행하는 내용을 담고 있다. 이 영화로 인해 페인과 테일러는 여러 상을 수상 받았으며 주연인 기아매티와 처치는 물론 여주연 버지니아 메드센과 산드라 오도 이 영화의 연기를 통해 여러 상을 수상 받았다.

## 줄거리
마일스 레이먼드는 친구 잭 콜을 콜의 약혼녀 집에서 태우고 콜의 결혼식에 앞서 일주일간 함께 지내기 위해 출발한다. 학교 선생님이자 미출판 작가인 마일스는 어머니 생일을 축하하는 명목으로 여행을 시작했지만, 출발하기 전에 돈을 훔친다.
마일스는 일주일을 쉬고 골프를 치고 맛있는 음식과 와인을 즐기며 보내고 싶어한다. 하지만 잭은 마일스의 직업적 실패와 이혼으로 인한 우울증을 치료하기 위해 섹스 파트너를 찾아주려 한다. 잭은 다가오는 결혼과 약혼녀 아버지와의 직업을 선택하기 위해 배우의 꿈을 포기하는 것에 대해 망설인다. 산타 이네즈 계곡에서 와인 애호가인 마일스는 잭에게 와인 시음법을 가르쳐준다. 그들은 더 히칭 포스트 II에서 식사를 한다. 잭은 마일스가 우연히 아는 웨이트리스 마야가 마일스에게 관심이 있다는 것을 알게 된다. 잭은 마야에게 마일스의 원고가 출판 승인을 받았다고 말하지만, 사실은 검토 중일 뿐이다.
다음 날 아침, 잭은 여행 중에 섹스 파트너를 찾을 것이라고 발표한다. 그날 밤, 그는 자신과 마일스를 위해 마야와도 아는 스테파니라는 와인 따르는 여자와 더블 데이트를 주선한다.
데이트 중에 마일스는 잭에게 전처 빅토리아가 재혼했고 잭의 결혼식에 새 남편을 데려올 것이라는 말을 듣고 술에 취해 빅토리아에게 전화를 건다. 커플들은 스테파니의 집으로 가고, 스테파니와 잭은 스테파니의 침실로 가고 마일스와 마야만 남는다. 두 사람은 와인에 대한 공통된 관심사를 통해 교감하고, 벽 너머로 잭과 스테파니가 섹스하는 소리를 들은 후 마일스는 마야에게 어색하게 키스한다. 헤어질 때 마일스는 마야에게 자신이 이전에 읽고 싶어했던 원고를 건넨다.
잭은 스테파니와 사랑에 빠졌다고 주장하며 마일스에게 결혼식을 연기하고 그녀와 더 가까이 있기 위해 산타 이네즈 계곡으로 이사하고 싶다고 말한다. 와이너리와 피크닉에서 잭과 스테파니와 시간을 보낸 후 마일스와 마야는 마야의 아파트로 돌아와 섹스를 한다. 다음 날, 마일스는 마야에게 잭이 결혼할 것이라고 밝힌다. 남자들의 부정직함에 역겨움을 느낀 마야는 마일스를 차버린다.
잭과 마일스는 마일스가 형편없다고 생각하는 와이너리에 간다. 문학 에이전트로부터 원고가 거절당했다는 소식을 듣고 화가 난 마일스는 와인 따르는 여자에게 와인 한 잔을 더 달라고 조른다. 서버가 거절하자 마일스는 침 통의 와인을 마셔 소란을 피운다. 잭이 개입하여 마일스를 모텔로 데려다준다. 도착하자마자 마야로부터 잭의 결혼 상태에 대해 들은 스테파니는 오토바이 헬멧으로 잭을 격렬하게 때려 코를 부러뜨리고, 부정직함에 대해 질책한다. 마일스는 잭을 응급실로 데려가고 마야에게 자신의 책이 출판되지 않을 것이라고 인정하는 사과 음성 메시지를 남긴다.
그날 밤, 마일스의 반대에도 불구하고 잭은 캐미라는 웨이트리스와 함께 집으로 간다. 캐미의 남편이 두 사람이 섹스하는 것을 목격한 후 잭은 벌거벗은 채 모텔로 돌아온다. 잭은 마일스에게 맞춤 결혼반지가 들어있는 지갑을 되찾아달라고 간청한다. 마일스는 집으로 몰래 들어가 캐미와 그녀의 남편이 섹스하는 것을 발견한다. 그는 지갑을 움켜쥐고 도망쳐 벌거벗은 채 분노한 캐미의 남편에게서 간신히 탈출한다. 샌디에이고로 돌아오는 길에 잭은 자신이 교통사고로 코뼈가 부러졌다는 알리바이를 뒷받침하기 위해 의도적으로 마일스의 차를 나무에 박는다. 두 사람은 크리스틴의 집으로 돌아가고, 잭은 그녀의 가족에게 따뜻한 환영을 받는다.
결혼식이 끝난 후 마일스는 빅토리아와 마주치고 그녀의 새 남편 켄을 만난다. 빅토리아는 임신했다고 말한다. 마일스는 피로연 전에 도망쳐 자신의 샌디에이고 아파트로 돌아간다. 혼자서 그는 패스트푸드점에서 일회용 스티로폼 소다 컵에 자신의 귀한 와인인 1961년산 샤토 슈발 블랑을 마신다. 어느 날, 마일스는 마야로부터 자신의 원고가 좋았다는 음성 메시지를 받고, 계속 글을 쓰도록 격려하며, 방문하도록 초대한다. 마일스는 와인 생산지로 돌아가 마야의 문을 두드린다.

## 출연
- 폴 지어마티 - 마일스
- 토머스 헤이든 처치 - 잭
- 버지니아 매드슨 - 마야
- 샌드라 오 - 스테퍼니
- 메리루이즈 버크 - 마일스의 엄마
- 제시카 헥트 - 빅토리아
- 미시 도티 - 캐미
- MC 게이니 - 캐미의 남편
- 알리시아 라이너 - 크리스틴 어개니언
- 셰이크 터크메이니언 - 어개니언 씨
- 숀 듀크 - 마이크 어개니언
- 스테퍼니 패러시 - 스테퍼니의 엄마
- 조 마리넬리

## 기타
- 원작자: 렉스 피켓
- 공동제작: 조지 패라
- 미술: 제인 앤 스테워트
- 의상: 웬디 척
- 배역: 존 잭슨
- 배역: 엘렌 파크스